# 鈴木弓子
鈴木 弓子（すずき ゆみこ、1960年11月29日 - ）は、愛知県出身の元女子競艇選手。旧姓は田中。

## 来歴
1979年（昭和54年）4月、第46期選手養成員として本栖研修所に入所。女子の選手養成員は9年ぶりで、田中が唯一の存在だった
。田中がデビューする直前の1979年度に在籍していた女子選手は、わずか4選手という絶滅寸前にまで減少しており、このうちの1人が後にボートレースマイスターとして大村競艇場より表彰された、当時三重支部所属選手の古川美千代であった。
1980年に愛知支部から選手デビュー。同期には瀬尾達也らがいる。
田中のデビューは9年ぶりの女子競艇選手となったことから養成所時代より話題となり、「競艇界の百恵ちゃん」の異名をとった。またこの話題に触発された若い女性の競艇選手志望者が急速に増加するなど、以後の女子競艇選手の量・質的な向上と女子選手の増加による女子戦の復活、さらには女子選手の地位向上に伴う女子王座決定戦競走や後年の賞金女王決定戦競走の創設がなされるなど、競艇界に多大な功績を残すこととなった。後に同県所属選手の鈴木幸夫と結婚した際には、当時の全国モーターボート競走会連合会会長だった笹川良一同席のもとで大々的な記者会見が催されるなど、破格の扱いを受けている。
1987年12月8日、浜名湖競艇場にて開催された「第1回女子王座決定戦競走」を優勝する。
1988年2月5日、蒲郡競艇場にて開催された第33回東海地区選では夫の幸夫と夫婦対決が実現した。
1989年2月に選手を引退。
2007年、競艇の殿堂入りを果たした。

## 戦績
- 出走回数：1266回
- 1着回数：399回
- 優出回数：45回
- 優勝回数：9回
- フライング(F)回数：9回
- 出遅れ(L)回数：1回
- 通算勝率：5.80
- 2連対率：44.08
- 3連対率：56.71
- 生涯獲得賞金：112,280,787円